# Regierung Iveta Radičová
Die Regierung Iveta Radičová war die Regierung der Slowakei von 8. Juli 2010 bis 4. April 2012 unter Ministerpräsidentin Iveta Radičová. Sie löste die seit dem Juli 2006 regierende Regierung Fico ab. Zum ersten Mal in der Geschichte der Slowakei wurde eine Regierung von einer Frau geführt. Nach dem Bruch der Koalition war Radičová ab 11. Oktober 2011 nur noch kommissarisch im Amt. 

## Entwicklung
Die Regierungskoalition entstand nach den regulären Parlamentswahlen am 12. Juni 2010 und wurde von den bürgerlichen Parteien SDKÚ-DS, Sloboda a Solidarita, KDH und Most–Híd gebildet. Obwohl die bisher regierende sozialdemokratische Partei deutlich Stimmen hinzugewinnen konnte und aus den Wahlen als mit Abstand stärkste Kraft hervorgegangen war, war sie aufgrund der deutlichen Verluste ihrer kleineren nationalistischen Koalitionspartner von der SNS und der HZDS nicht in der Lage, eine regierungsfähige Koalition zu bilden, so dass sie in die Opposition ging. Die neue Regierung erhielt am 10. August 2010 mit allen 79 Stimmen der Regierungskoalition (von insgesamt 145 abgegebenen) das Vertrauen des slowakischen Parlamentes. Die innerkoalitionären Differenzen zur Erweiterung des europäischen EFSF-„Rettungsschirmes“ führten am 11. Oktober 2011 zur Vertrauensfrage Radičovás im Nationalrat in Bratislava, die negativ beantwortet wurde und zum Sturz der Regierung führte. Damit war die Regierung Iveta Radičová bis zum 4. April 2012 nur mehr kommissarisch im Amt.

## Koalitionsparteien
| Partei | Partei | Partei | Ausrichtung                                  | Wähleranteil | Abgeordnete | Parteichef       |
| ------ | ------ | --- | -------------------------------------------- | ------------ | ----------- | ---------------- |
|        |        | Slovenská demokratická a kresťanská únia – Demokratická strana (SDKÚ-DS) Slowakische Demokratische und Christliche Union – Demokratische Partei | Christdemokraten, Neoliberale                | 15,4 %       | 28/150      | Mikuláš Dzurinda |
|        |        | Sloboda a Solidarita (SaS) Freiheit und Solidarität                                                                                             | Liberale, Neoliberale                        | 12,1 %       | 22/150      | Richard Sulík    |
|        |        | Kresťanskodemokratické hnutie (KDH) Christlich-Demokratische Bewegung                                                                           | Katholisch-Konservative, Wirtschaftsliberale | 8,5 %        | 15/150      | Ján Figeľ        |
|        |        | Most–Híd (M-H) Brücke | ungarische Minderheit, Christdemokraten      | 8,1 %        | 14/150      | Béla Bugár       |

## Zusammensetzung
Mitglieder der Regierung Iveta Radičová war: 
| Position               | Portfolio                                                                  | Name             | Partei   |
| ---------------------- | -------------------------------------------------------------------------- | ---------------- | -------- |
| Ministerpräsidentin    | Allgemeine Angelegenheiten                                                 | Iveta Radičová   | SDKÚ-DS  |
| Vize-Ministerpräsident | Transport, Post und Telekommunikation                                      | Ján Figeľ        | KDH      |
| Vize-Ministerpräsident | Menschenrechte und Minderheiten                                            | Rudolf Chmel     | Most–Híd |
| Vize-Ministerpräsident | Finanzen                                                                   | Ivan Mikloš      | SDKÚ-DS  |
| Vize-Ministerpräsident | Arbeit, Soziales und Familie                                               | Jozef Mihál      | SaS      |
| Minister               | Äußeres                                                                    | Mikuláš Dzurinda | SDKÚ-DS  |
| Minister               | Verteidigung                                                               | Ľubomír Galko    | SaS      |
| Minister               | Inneres                                                                    | Daniel Lipšic    | KDH      |
| Minister               | Justiz                                                                     | Lucia Žitňanská  | SDKÚ-DS  |
| Minister               | Wirtschaft und Bauen                                                       | Juraj Miškov     | SaS      |
| Minister               | Schulwesen, Wissenschaft, Forschung und Sport                              | Eugen Jurzyca    | SDKÚ-DS  |
| Minister               | Gesundheit                                                                 | Ivan Uhliarik    | KDH      |
| Minister               | Kultur und Tourismus                                                       | Daniel Krajcer   | SaS      |
| Minister               | Landwirtschaft und Regionalentwicklung (bis 2. November 2010 auch: Umwelt) | Zsolt Simon      | Most-Híd |
| Minister               | Umwelt (seit dem 2. November 2010)                                         | József Nagy      | Most-Híd |